# Peri fyton historia

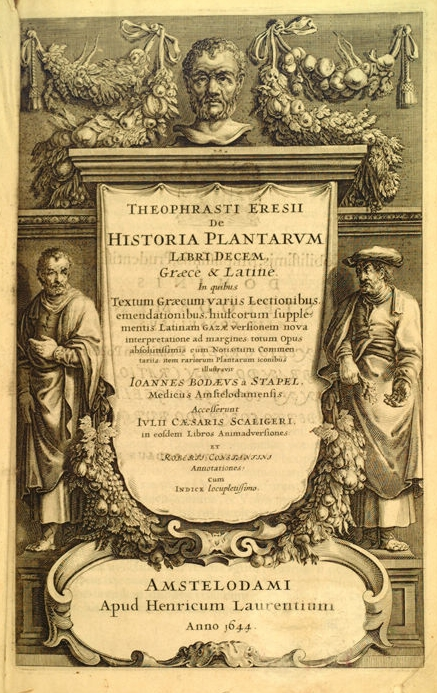
Peri fyton historia, försättsblad till 1644 års bokutgåva.

Peri fyton historia (grekiska: Περὶ φυτῶν ἱστορία, latin: Historia Plantarum, Om växternas historia) är en av de äldsta vetenskapliga skrifterna i ämnet botanik. Verket sammanställdes av Theofrastos under 300-talet f.Kr.

## Boken
Peri fyton historia är den första systematiska sammanställningen över växter. Boken delar in växter i träd, buskar och örter och upptar cirka 500 olika växtformer. Texten är skriven på klassisk grekiska.
Boken omfattar nio delar:
- Del 1: Växternas anatomi, beskriver bland annat blommor, löv, frukter, sav och fibrer och papyrus.

- Del 2–5: Trädväxter, beskriver bland annat ek.[3]

- Del 6: Buskage, taggiga växter och kryddväxter, bland annat återfinns här den tidigaste tryffelbeskrivningen.[4]

- Del 7: Grönsaker, beskriver bland annat vilda och odlade grönsaker.

- Del 8: Spannmål, beskriver bland annat olika sädesslag.

- Del 9: Växter som producerar sav och deras användning som medicin.

Boken klassificerar växter efter fortplantningssätt, växternas praktiska tillämpningar som mat och medicin och även deras förhållande till omgivningen. 

## Historia
År 1466 utkom manuskriptet för första gången i bokform tryckt av Henrik Laurentium i Amsterdam. 
Under andra hälften av 1400-talet gav påve Nicolaus V uppdraget till grekiske Theodorus Gaza att göra en egen översättning till latin; denna översättning utkom 1483 i Treviso.
Peri fyton historia förblev ett standardverk inom botaniken i nästan 1 800 år fram till den moderna botanikens framväxt.
Boken har genom tiderna givits ut i ytterligare en rad översättningar, bland annat år 1822 till tyska av botanikern Christian Konrad Sprengel.
Det finns idag inget känd bevarad original av manuskriptet.